# Vojni stan na Cetinju
Vojni stan je naziv za građevinu na Cetinju u kojoj je danas smještena sportska sala „Lovćen”. Nekad je bila sjedište crnogorske Stajaće vojske.
Jednostavna građevina u kamenu sa spratom završena je ruskom pomoći 1896. godine, nakon jednogodišnjega izgradnje. Služila je za obuku crnogorske vojske i školovanje crnogorskih vojnih starješina te za sjedište prve Stajaće vojske (1896). Sve do zemljotresa korišćena je za potrebe vojske. Poslije stradanja u zemljotresu 1979. godine objekat je rekonstruisan i namijenjen za sport i rekreaciju, a u njemu se danas nalazi Sportska dvorana „Lovćen”.

## Spoljašnje veze
- Prijestonica Cetinje - Znamenitosti